# إصدار مشترك
الإصدار المشترك هو إصدار طوابع بريدية أو مواد بريدية من دولتين أو أكثر لإحياء ذكرى نفس الموضوع أو الحدث أو الشخص. عادةً ما يكون للإصدارات المشتركة نفس يوم الإصدار الأول، وغالبًا ما يكون تصميمها متشابهًا أو متطابقًا، باستثناء تحديد البلد والقيمة.

## أمثلة

### إصدارات مكتبة الجزائر المحترقة
أصدر طابعان لصالح مكتبة الجزائر ضمن إصدار عربي موحد. وقد أقدم منظمة الجيش السري الفرنسي على حرق المكتبة في 7 حزيران 1962.

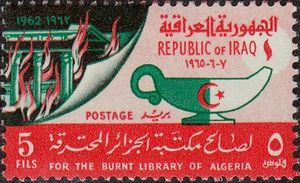
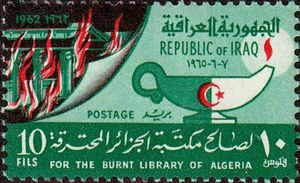

### إصدارات الاتحاد البريدي العربي
أصدرت عدة إصدارات عربية تحتفي بمناسبات مختلفة تتعلق بالاتحاد البريدي العربي:
- إصدارات عامي 1954 و1955

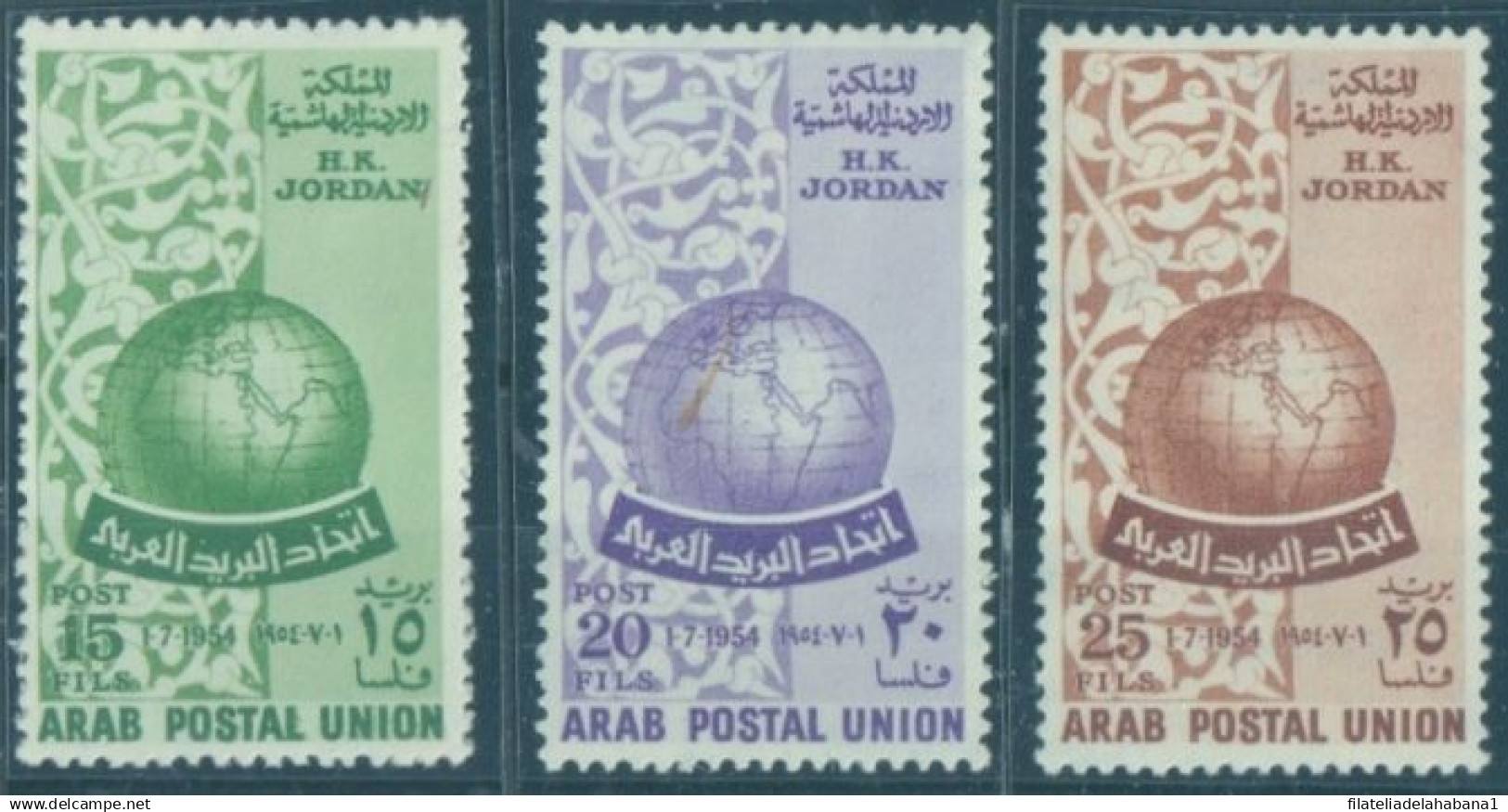
إصدار أردني

- إصدارات عام 1964:

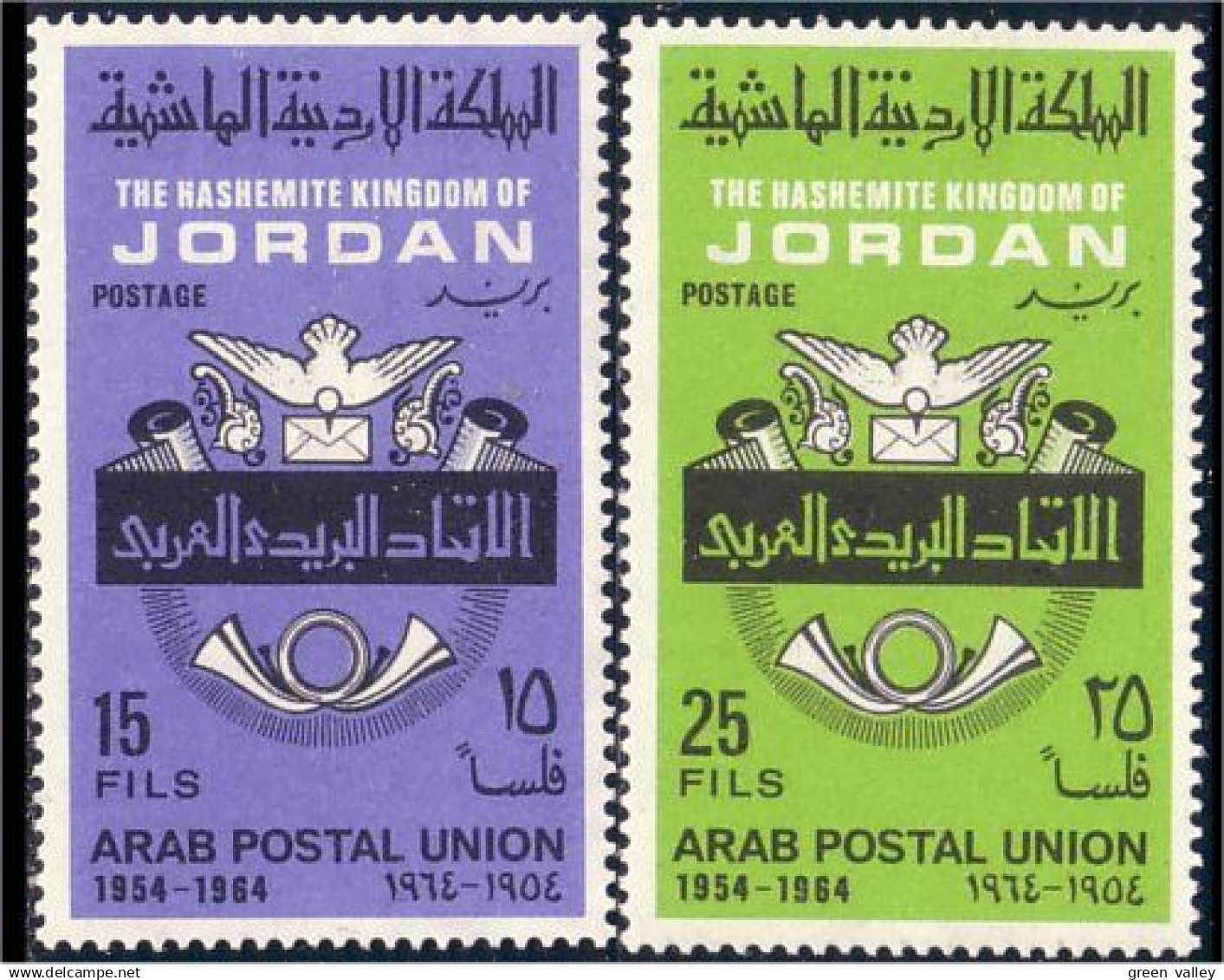
إصدارات إردنية
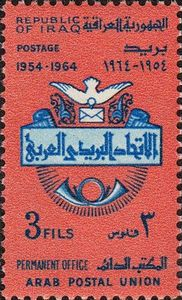
أصدار عراقي
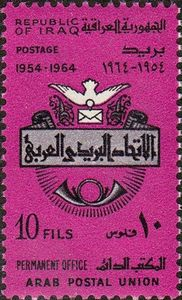
أصدار عراقي
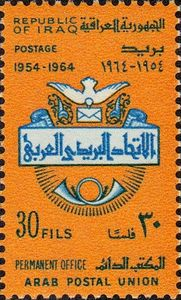
أصدار عراقي

### أوروبا 2000
وهو إصدار أوروبي مشترك ضم 55 دولة:

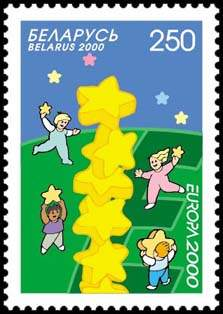
روسيا البيضاء
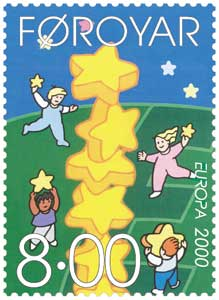
جزر فارو
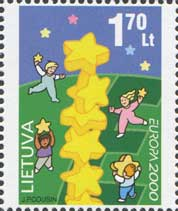
لتوانيا
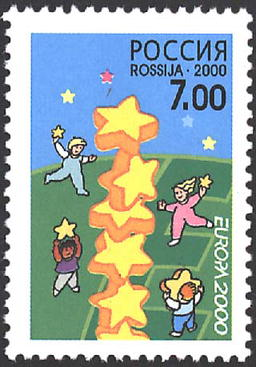
روسيا
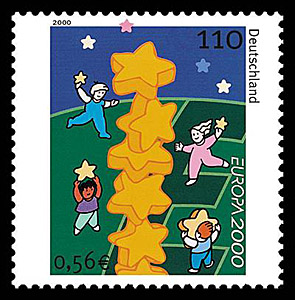
ألمانيا
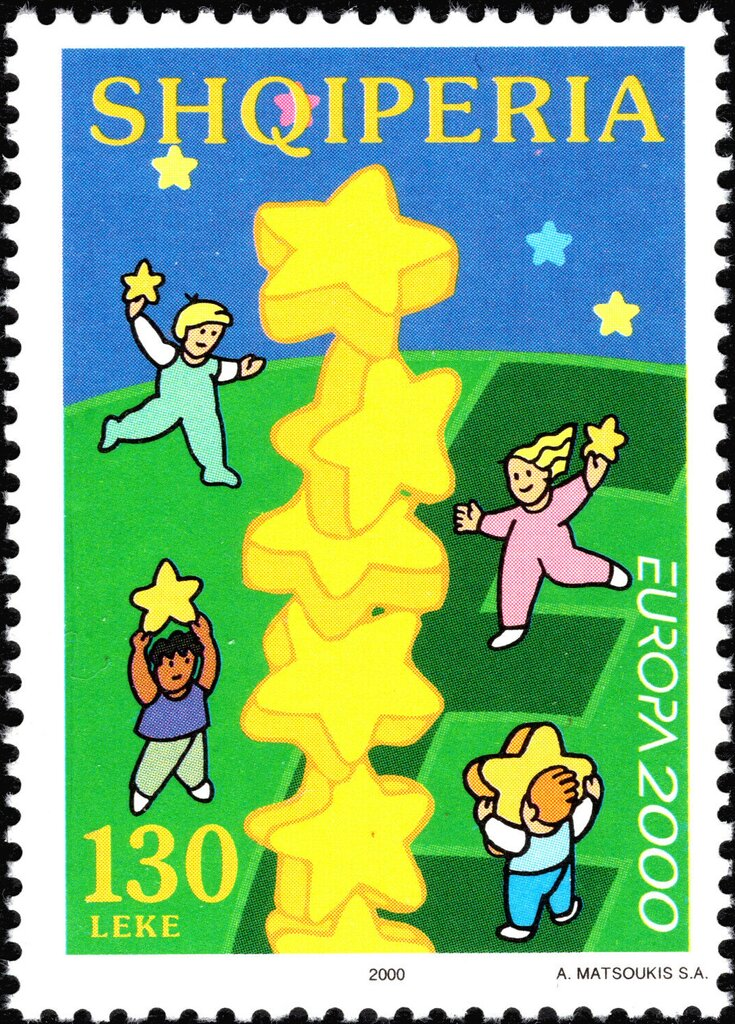
ألبانيا
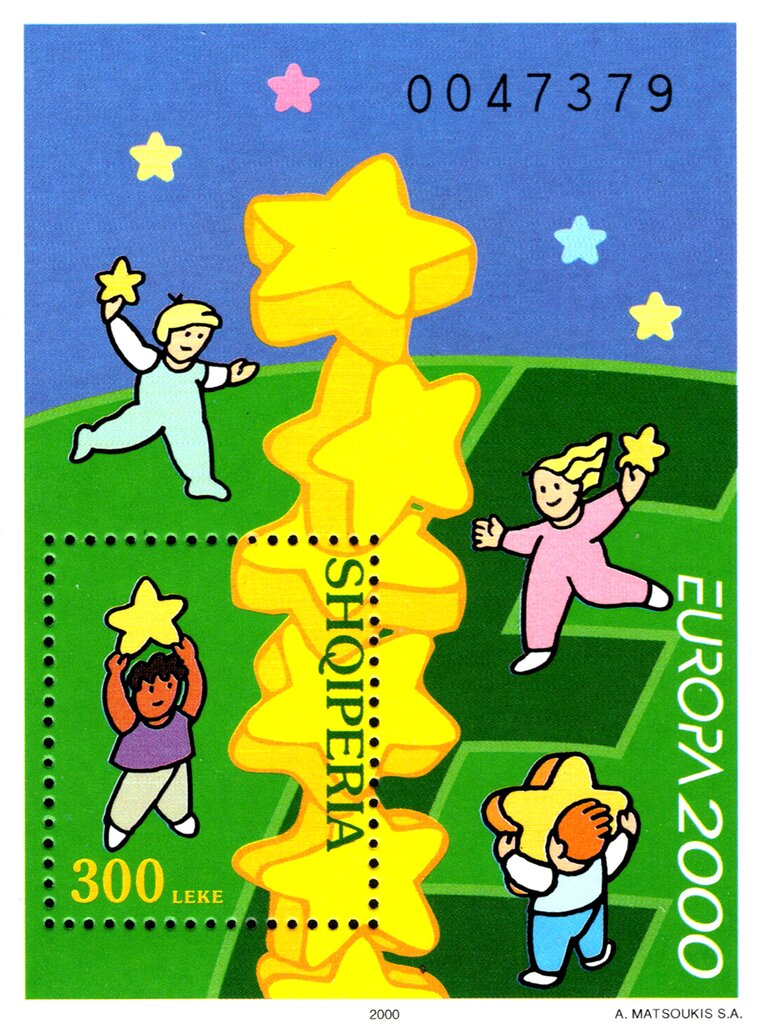
ألبانيا بطاقة وطابع بقيمة اسمية أخرى
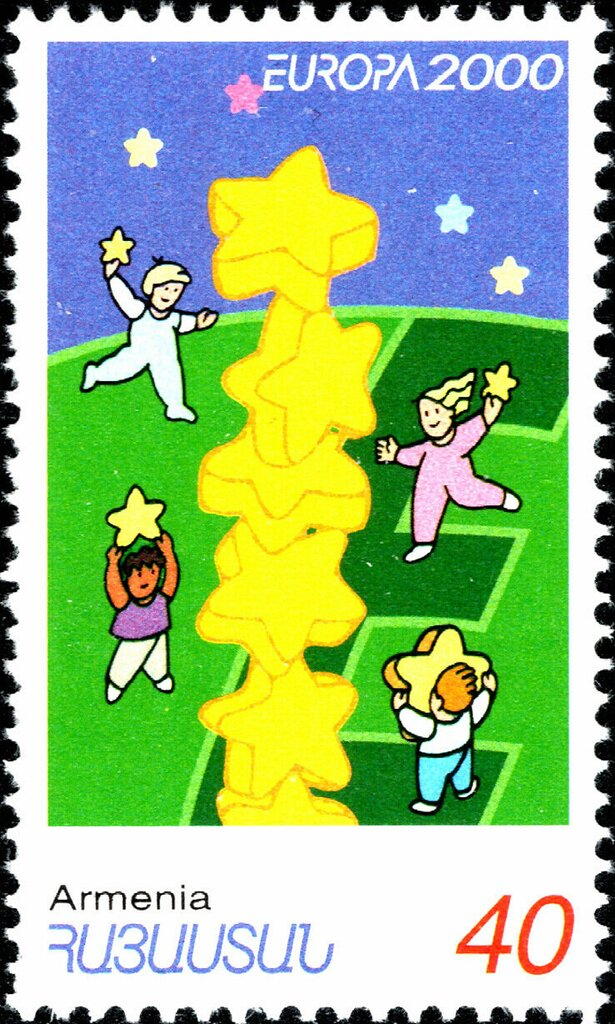
أرمينيا
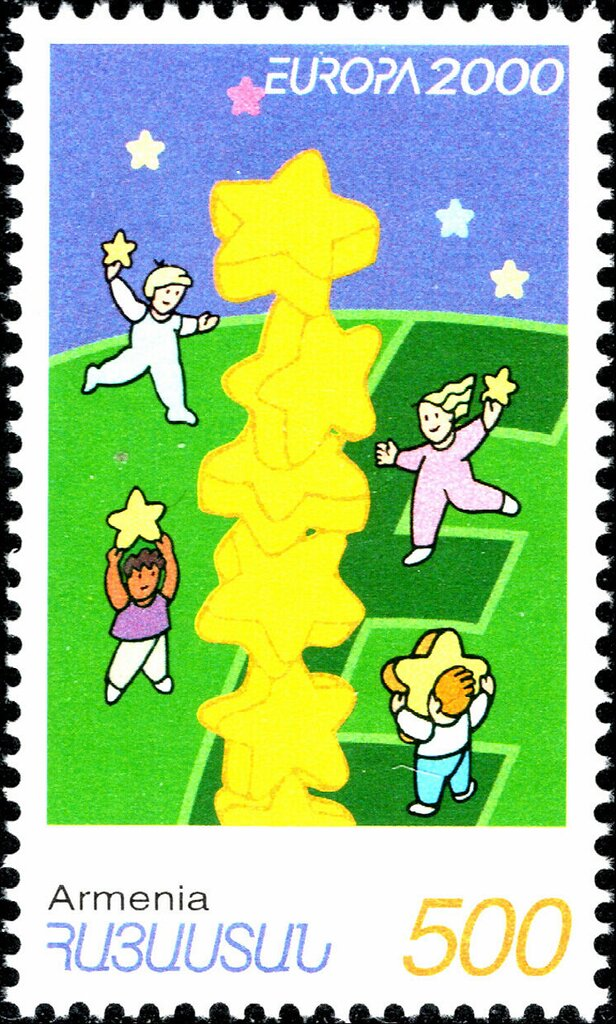
أرمينيا بقيمة اسمية أخرى
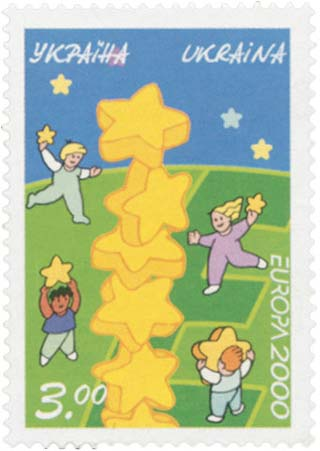
أوكرانيا

### أصدرات الذكرى المائة والخمسين لتأسيس الاتحاد العالمي للبريد

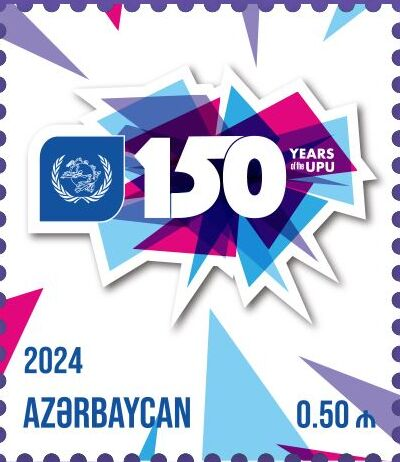
طابع من أذربيجان
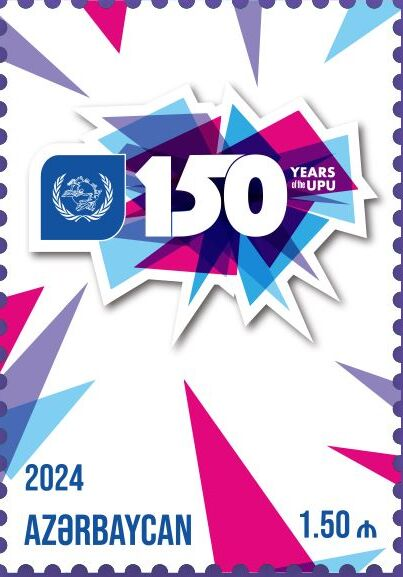
طابع من أذربيجان
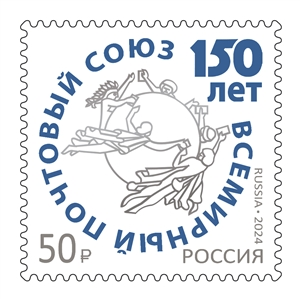
طابع من روسيا
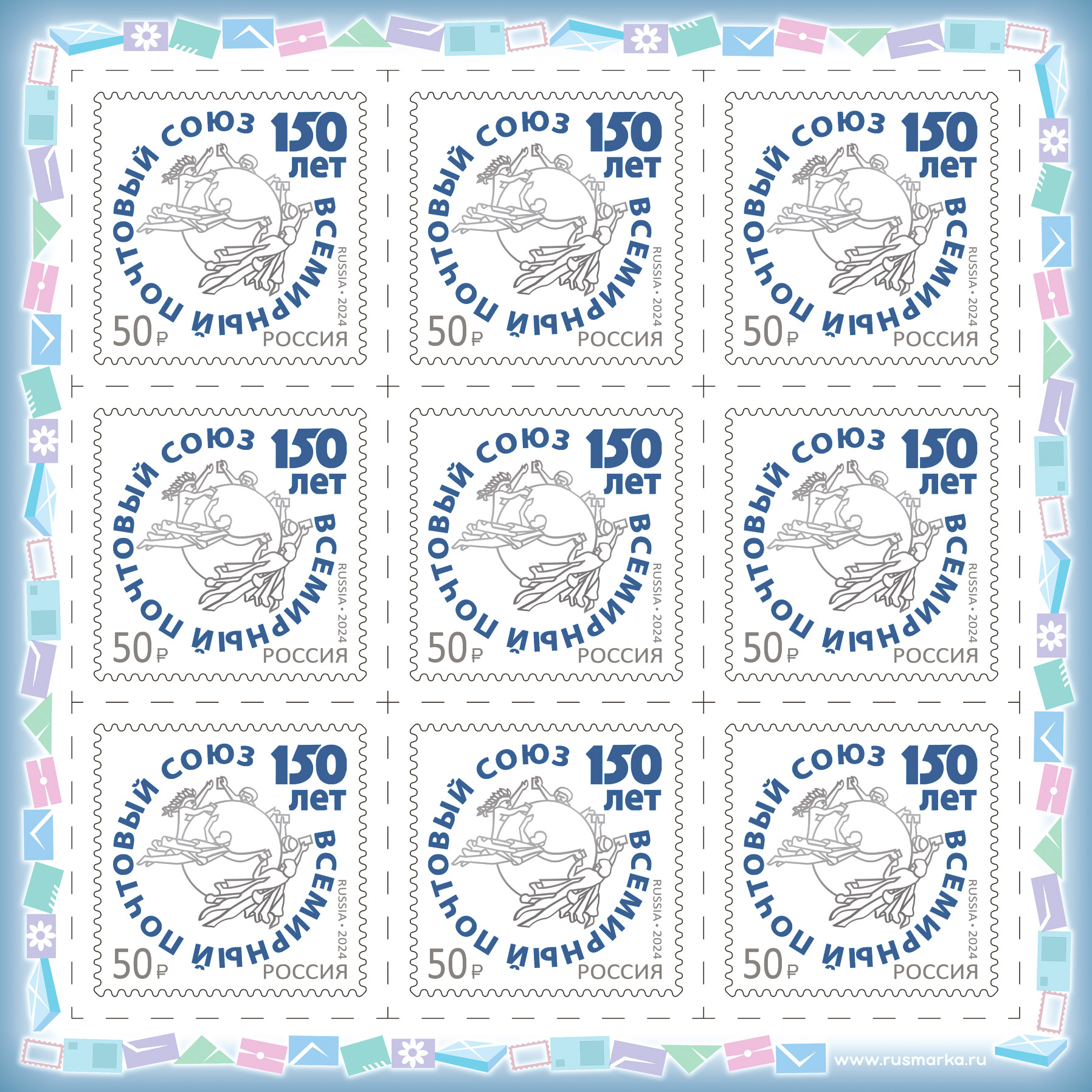
صحيفة طوابع من روسيا

### إصدارات مشتركة بين دول مختلفة
أصدرت كندا والهند طابعين متجاورين تذكاريين بتصميم واحد ضمن ورقة طوابع بريدية.

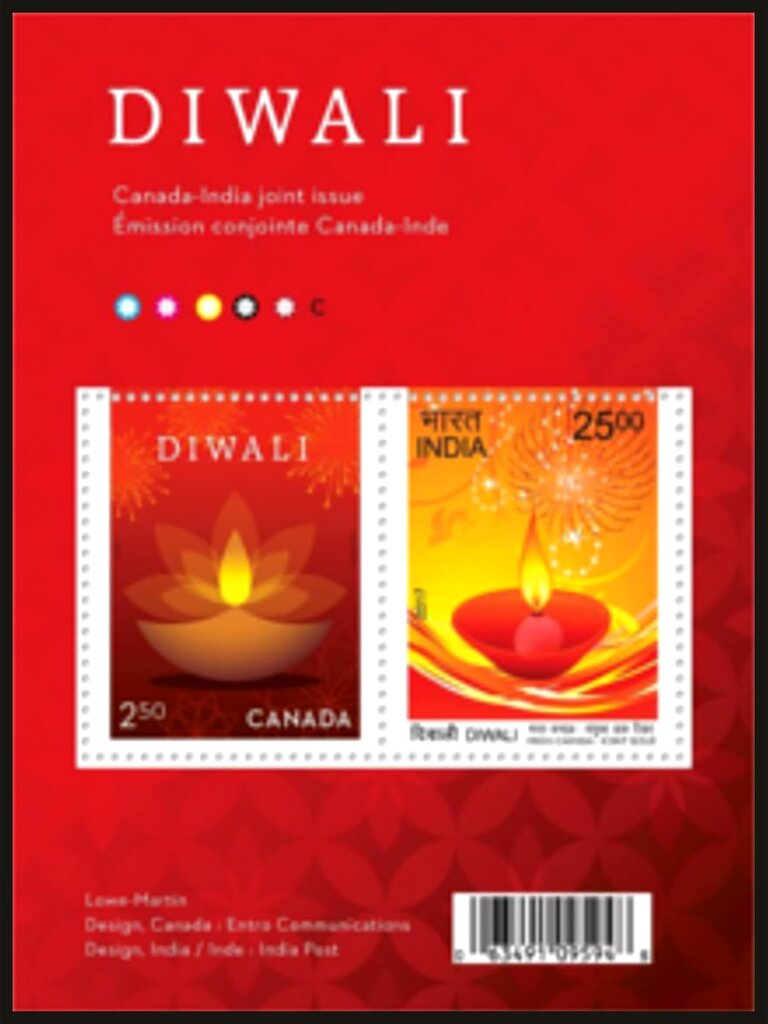
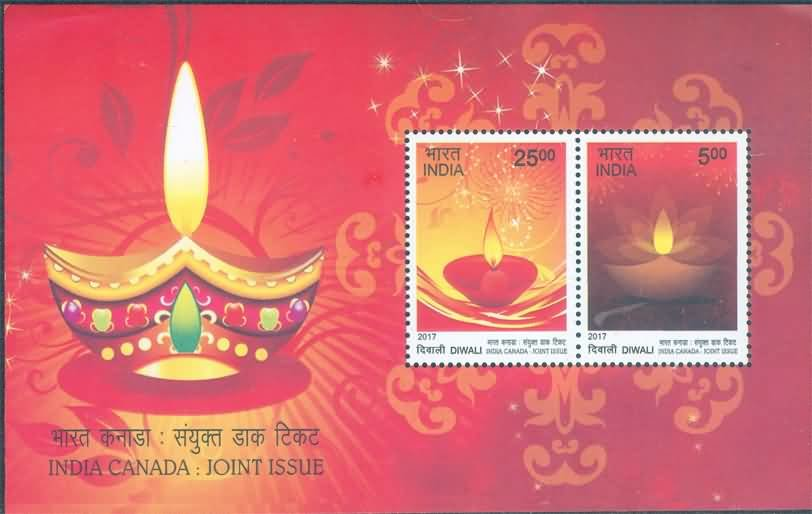

إصدار مشترك بين الاتحاد السوفيتي والهند:

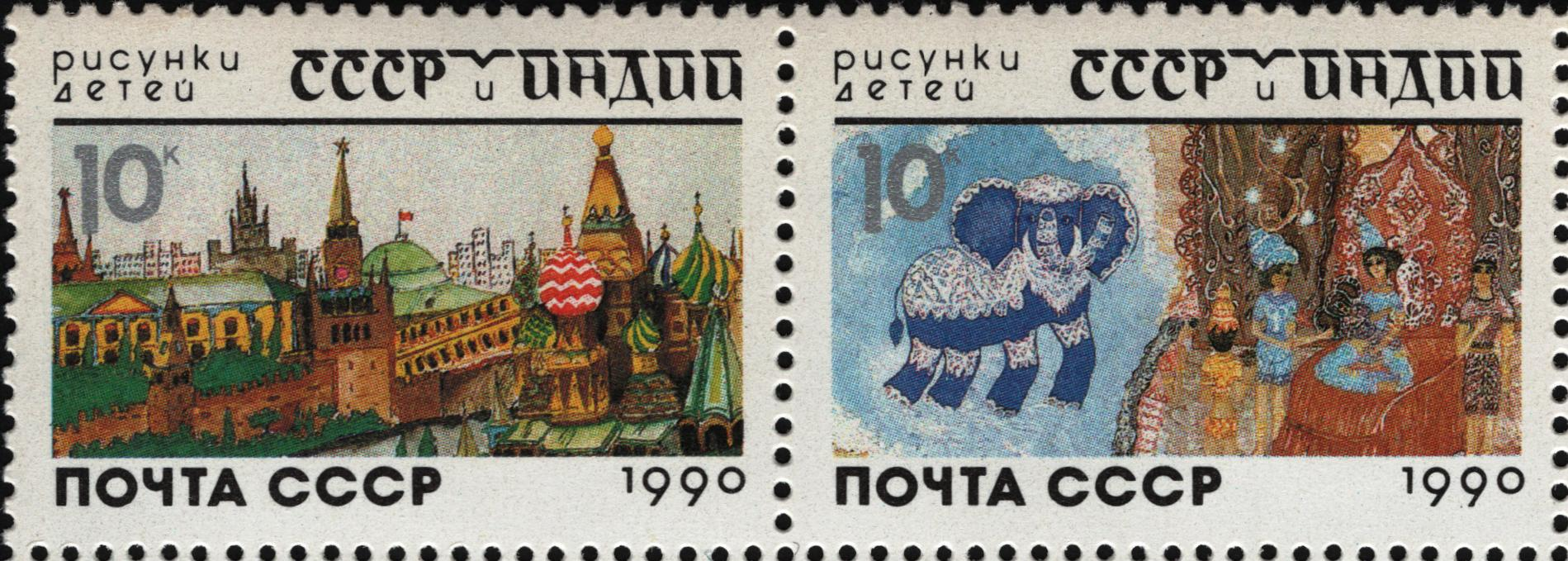
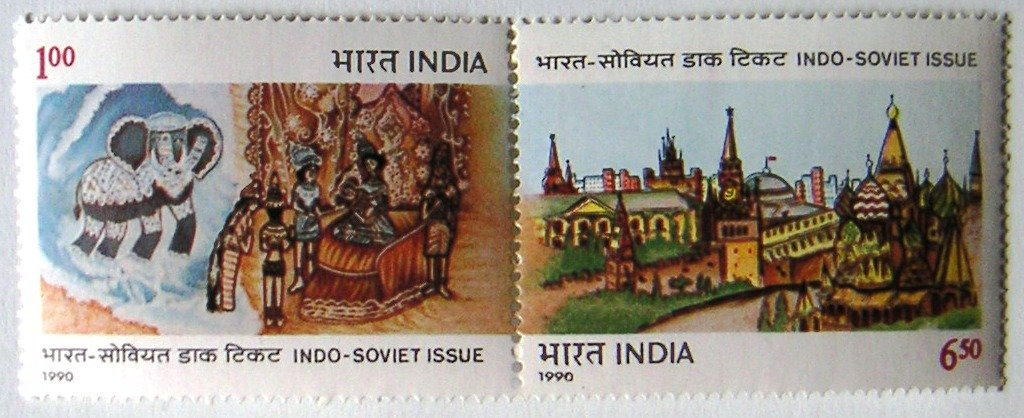

| إصدار مشترك بين كازاخستان-أوكرانيا: الحياة البحرية، 6 سبمتبر 2002                                   |   |
| | — |
| | — |
| إصدار مشترك أرمينيا-روسيا: يوم أرمينيا في الاتحاد الروسي, 22 يناير 2006                             |   |
| | — |
| إصدار مشترك ألمانيا-لتوانيا: مواقع التراث العالمي لليونسكو: ريغا، شترالسوند، وفيسمار, 12 يوليو 2007 |   |
| | — |
| | — |